# Costa d'Avorio ai Giochi della XVIII Olimpiade
La Costa d'Avorio partecipò ai Giochi della XVIII Olimpiade, svoltisi a Tokyo dal 10 al 24 ottobre 1964, con una delegazione di 10 atleti impegnati in due discipline: atletica leggera e pugilato. Per la nazione africana, a quattro anni dal conseguimento dell'indipendenza, fu la prima partecipazione olimpica.